# ال‌سی‌ای‌سی کلاس تساپلیا
ال‌سی‌ای‌سی کلاس تساپلیا (به انگلیسی: Tsaplya-class LCAC) یک کلاس از کشتی است که طول آن ۳۱٫۶ متر (۱۰۳ فوت ۸ اینچ) می‌باشد.